# Reichle & De-Massari
Die Reichle & De-Massari Holding AG (kurz: R&M) ist eine international tätige Unternehmensgruppe im Bereich der Informations- und Kommunikationstechnologie mit Sitz in Wetzikon, Schweiz. Das Familienunternehmen entwickelt und produziert Infrastruktursysteme für Daten- und Kommunikationsnetzwerke wie beispielsweise Glasfaserverteiler, Rangierfelder, Netzwerkschränke, Anschlussmodule sowie Software.

## Geschichte

Das R&M-Headquarters «Kubus» in Wetzikon (ZH), Schweiz

Als Mitarbeiter eines Zulieferers der damaligen Schweizer Telecom PTT hatten Hans Reichle und Renato De-Massari die Idee zu einer neuen und einfacher zu installierenden Telefonsteckdose. Daraufhin gründeten sie 1964 R&M als Zwei-Mann-Unternehmen. Sie entwickelten den sogenannten Reichle-Stecker und nahmen die Fertigung auf. In den Folgejahren erweiterte das Unternehmen seine Produkte auf die gesamte Verbindungstechnologie für Daten- und Sprachnetzwerke auf Basis von Kupferkabeln. Im Jahr 1987 kam die Glasfasertechnologie hinzu.
In Polen eröffnete R&M 1993 die erste osteuropäische Niederlassung durch die Gründung der Reichle & De-Massari Polska Sp.z.o.o., Warschau. Noch vor dem Tod von Renato De-Massari im Jahre 2000 übernahm sein Partner Hans Reichle 1996 das Unternehmen ganz. In den Folgejahren weitete R&M seine internationale Geschäftstätigkeit aus, indem Tochtergesellschaften in der Ukraine (Reichle & De-Massari Ukraine Ltd.), in Malaysia (Reichle & De-Massari Malaysia) und in Brasilien (Reichle & De-Massari do Brasil Ltda.) gegründet wurden. 1999 bündelte Reichle & De-Massari alle Anteile des Unternehmens in der Reichle Holding AG als Dachgesellschaft im Besitz der Familie Reichle. Im selben Jahr zog sich Hans Reichle in den Verwaltungsrat zurück und übertrug die operative Verantwortung seinen beiden Söhnen Martin (Vorsitzender der Geschäftsführung) und Peter (operative Geschäftsführung), die das Unternehmen fortan zusammen mit weiteren Geschäftsleitungsmitgliedern leiteten.
2006 begann R&M mit dem Aufbau einer eigenen Vertriebsniederlassung und Produktion in Indien. Zwei Jahre später wurde der erste Management- und Logistik-Hub für die Region Asia-Pacific in Singapur aufgebaut. Seit 1994 bestand dort eine Tochtergesellschaft für Produktentwicklungen und Vertrieb (Reichle & De-Massari Far East (Pte) Ltd.). 2009 folgte der Aufbau eines Standortes in den Vereinigten Arabischen Emiraten. Im Jahr 2010 bezog das Unternehmen in Wetzikon den R&M Kubus, die neue Unternehmenszentrale von R&M.
2012 begann mit Michel Riva erstmals eine Person ausserhalb der Gründerfamilien als Vorsitzender der Geschäftsführung seine Tätigkeit im Unternehmen. Im Oktober 2012 wurde eine weitere Fiberoptik-Produktionsstätte in Sofia, Bulgarien, in Betrieb genommen. Ebenfalls im Jahr 2012 eröffnete R&M in Riad eine Saudi-Arabien-Niederlassung. 2014 feierte das Unternehmen sein 50-jähriges Bestehen.
Im Februar 2016 übernahm R&M den Fiberoptik-Hersteller REALM Communications Group Inc. mit Sitz in Milpitas, Kalifornien. Die Vertriebsaktivitäten in Nordamerika werden als Tochterunternehmen unter dem Namen R&M USA, Inc. geführt. Im April 2017 übernahm R&M im April die brasilianische Unternehmensgruppe Peltier Comércio e Industria LTDA (PETCOM) mit Sitz in Santa Rita do Sapucaí. Ein Produktionswerk ist Teil der Gruppe.
Die im Mai 2018 übernommene Transportkabel DIXI a.s. mit Sitz in Děčín, Tschechien wurde im August 2018 von R&M übernommen und in die Reichle & De-Massari Czech Republic a.s. überführt. Durch diese Übernahme entwickelte sich R&M zum Hersteller von Glasfaserkabeln. Ausserdem eröffnete R&M im August 2018 ein neues Produktionsgebäude für Fiberoptik-Produkte in Bangalore, Indien. Mit der Investition unterstützte R&M die Initiative Make in India.
Mit der im März 2019 erfolgten Übernahme der Optimum Fiberoptics Inc. mit Sitz in Elkridge, Maryland weitete R&M die Unternehmenstätigkeit in den USA aus. Im selben Jahr erwarb das Unternehmen den chinesischen Hersteller von Netzwerkschränken und Gehäusen für Rechenzentren Durack Intelligent Electric Co. Ltd., Jinshan District, Shanghai. Im Januar 2022 übernahm R&M das Unternehmen Tecnosteel S.r.l. mit Sitz in Brunello (VA), Italien, ebenso ein Hersteller von Netzwerkschränken und Gehäusen für Rechenzentren. Im selben Jahr übertrug Hans Hess, der 15 Jahre als Verwaltungsratspräsident für das Unternehmen tätig gewesen war, sein Amt auf Thomas A. Ernst.
Im August 2023 gab R&M bekannt, verstärkt Netzwerkkomponenten für den Industrieeinsatz verfügbar zu machen. Dabei handelt es sich um Komponenten wie z. B. Steckverbindungen, die gegen das Eindringen von Staub und Wasser sowie gegen Erschütterungen oder elektromagnetische Einflüsse geschützt sind.
Im Mai 2024 zog die indische Produktionsstätte um in ein grösseres Gebäude in Bangalore. Mit 400 Arbeitsplätzen handelt es sich um die grösste Produktionsstätte von R&M.

## Struktur des Unternehmens und Unternehmensbereiche
R&M ist eine nicht börsennotierte Aktiengesellschaft unter dem Dach der Reichle Holding AG und befindet sich im Besitz der Brüder Martin und Peter Reichle. Die Umsatzerlöse von Reichle und De-Massari beliefen sich im Geschäftsjahr 2024 auf 267,2 Mio. CHF. Das Unternehmen erwirtschaftet rund 80 Prozent seines Umsatzes ausserhalb der Schweiz.
Ende 2024 waren 1785 Mitarbeitende für das Unternehmen tätig. Vorsitzender der fünfköpfigen Geschäftsführung ist Roger Baumann. Präsident des fünfköpfigen Verwaltungsrates ist Thomas A. Ernst.
Das internationale Produktionsnetzwerk umfasst eigene Werke in Brasilien, Bulgarien, China, Deutschland, Indien, Polen, Dubai, Saudi-Arabien, und Tschechien sowie Kompetenzzentren und Lagerstandorte. R&M unterhält rund 40 Tochtergesellschaften auf allen Kontinenten, unter anderem in Australien, Brasilien, Bulgarien, China, Deutschland, Dubai, Frankreich, Grossbritannien, Indien, Italien, Niederlande, Polen, Singapur, Spanien, Ukraine, Ungarn und den USA. In weiteren Ländern ist das Unternehmen zudem über Vertriebspartner vertreten.
Bei der Entwicklung neuer Verbindungstechniken kooperiert R&M zum Teil mit anderen Herstellern. Unter anderem beteiligt sich R&M in der Single Pair Ethernet System Alliance, um die Technologie Single Pair Ethernet (SPE) zu fördern.

## Produkte
R&M entwickelt, produziert und vertreibt Komponenten und Systeme für Kommunikations- und Datennetzwerke. Die Verkabelungssysteme des Unternehmens werden beispielsweise in Bürogebäuden oder der Industrie verwendet. Weiter konzipiert R&M Infrastrukturen und Komponenten für Rechenzentren. R&M entwickelt Fiberoptik-Verkabelungssysteme für den flächendeckenden Breitbandausbau bis zu den Teilnehmern (Fiber to the Home, FTTH). Für die Netzebenen 3 und 4 liefert R&M montagefertige Systeme wie beispielsweise Hauptverteiler, Kabelverzweiger, Muffen und Hausübergabepunkte.
Zu den Technologie- und Produktentwicklungen von Reichle & De-Massari zählen unter anderem:
- Serienfertigung des Anschlussmoduls Kat. 6 augmented (Kat. 6A) für Ethernet-Netzwerke mit RJ45-Steckverbindungen.[4] Im Rahmen der Entwicklung der RJ45-Anschlussmodule für die Twisted-Pair-Kupferverkabelung unterhielt R&M früher eine Vertriebspartnerschaft mit IBM.[38][39]
- Ein Kat. 8.1-Verkabelungssystem für die Datenübertragung bis 40 Gigabit/s Ethernet über Twisted-Pair-Kupferkabel in lokalen Datennetzen.[33][40]
- Ein hoch verdichteter Fiberoptik-Verteiler mit bis zu 120 Ports pro Höheneinheit im 19’’-Rack (Netscale) sowie ein Fiberoptik-Verteilergestell für bis zu 5376 Steckverbindungen (Prime).[41][42][43]
- Ein feldkonfektionierbarer Glasfaserstecker (FO Field).[44][45]

- Ein Outdoor-Steckverbindergehäuse mit Bajonettverschluss für fiberoptische Netzwerkanschlüsse in witterungsbeeinflussten Umgebungen wie Mobilfunkantennen, Bergbau und Industrieanlagen (HEC).[46]
- Eine wiederverschliessbare Muffe mit Gel-Kaltabdichtung für die unterirdische Verteilung von Glasfaserkabeln für den flächendeckenden Breitbandausbau (SYNO).[47][48][49]
- Ein Hardware- und Software-System für das Management der Infrastrukturen von Datennetzen und Rechenzentren (inteliPhy).[33][42]
- Ein Verkabelungssystem für Single Pair Ethernet (SPE) mit Anschlussmodulen, Patchkabeln und Installationskabeln nach IEC 63171-1.[50]
- Ein fiberoptisches Verkabelungssystem für die Verbindung der Remote Radio Heads von 5G-Mobilfunkantennen sowie der Antennenstandorte mit Glasfasernetzen, Fiber to the Antenna (FTTA) genannt.[51]
- Software für Planung, Dokumentation und Management von Rechenzentren (inteliPhy).[52][53]

Das Unternehmen wirkte beispielsweise an folgenden Technologieentwicklungen mit:
- Sensorik für das Automatisierte Infrastrukturmanagement (AIM), wodurch das zentralisierte, digitalisierte Monitoring von Kabeln, Ports und Steckverbindungen ermöglicht wird.[54]
- Push-Pull-Mechanik für die axiale, rückseitige Bedienung eng gepackter Stecker.[55]
- Schneidklemmtechnik (Insulation Displacement Connection, IDC).[56]
- Folientechnologie für die Teilschirmung von Twisted-Pair-Kupferkabeln (Wave Reduktion Patterns, WARP).[57][58]

## Nachhaltigkeit
Seit 2010 publiziert R&M jährlich einen Nachhaltigkeitsbericht. Der Bericht informiert über die Massnahmen des Unternehmens gemäss der eigenen Nachhaltigkeitsstrategie und den 17 Zielen für nachhaltige Entwicklung der UN. 2024 zeichnete die Nachhaltigkeits-Ratingagentur EcoVadis R&M mit der Goldmedaille für Fortschritte in der Nachhaltigkeit aus.
Die im September 2010 eröffnete Unternehmenszentrale R&M Kubus ist ein Gebäude der Low-Exergy-Klasse und erfüllt die Anforderungen des Schweizer Minergie-Standards. Das Gebäude nutzt vorhandene Wärme, z. B. aus Erdsondenspeichern, in geschlossenen Kreisläufen und benötigt für die Heizung keine kohlenstoff-basierte Energieträger.